# Политическая география
Полити́ческая геогра́фия — общественно-географическая наука, изучающая территориальную дифференциацию политических явлений и процессов.
Основные области исследований политической географии:
- Изучение особенностей политического и государственного строя, форм правления и административно-территориального устройства государств и стран мира;
- Исследование формирования государственной территории, её политико-географического положения и границ;
- Рассмотрение географических различий в социальной структуре населения (в том числе в национальном и религиозном составе населения);
- Анализ расстановки партийно-политических сил;
- Изучение географических особенностей выборов в различные органы власти.

Политическая география находится на стыке разных дисциплин, тесно связана со многими общественными науками, в первую очередь — с политологией, историей, социологией, международным и государственным правом, что делает её довольно интегрированной в общественную жизнь. В то же время, данная наука входит в систему географических наук, так как имеет целью изучение конкретных социально-экономических территориальных объектов и взаимосвязей между их элементами. Автором термина «политическая география» считают француза Тюрго, указавшего ещё в середине XVIII века на наличие связей между физико- и культурно-географическими факторами и политическими процессами. В качестве самостоятельного научного направления она оформилась в конце XIX — начале XX века.

## История
Происхождение политической географии лежит в происхождении экономической географии непосредственно, и ранние практики были заинтересованы, главным образом, с военными и политическими последствиями отношений между физической географией, государственными территориями и государственной властью. В особенности была тесная связь с региональной географией с её вниманием к уникальным особенностям областей и экологическим детерминизмом, с её акцентом на влияние физической среды на деятельность человека. Эта ассоциация нашла выражение в работе немецкого географа Фридриха Ратцеля, который в 1897 году в его книге «Politische Geographie» развивал понятие жизненного пространства (жилая площадь), явно связывал культурный рост страны с территориальной экспансией. Книга позже использовалась, чтобы обеспечить академическую легитимизацию для империалистического расширения немецкого Третьего Рейха в 1930-х годах.

## Основные исследователи

### Зарубежные исследователи
Политическая география использует прежде всего географические методы (в том числе картографические). Большую роль в формировании её теоретических основ сыграли труды немецкого географа Карла Риттера (основоположника политико-географической мысли), выдвинувшего идею многостороннего сопоставления истории природы и истории человечества. В дальнейшем эта идея легла в основу антропогеографии, виднейшим представителем которой был последователь К. Риттера — Ф. Ратцель. 

Ратцель принял самое активное участие в дискуссиях о месте Германии в мире. Он был членом-основателем Колониального комитета и энергично защищал идею немецкой колониальной империи. В то же время Ратцель пишет ряд теоретических работ, в которых проявляется его незаурядная эрудиция: «Исследование политического пространства» (1895), «Государство и почва» (1886) и особенно «Политическая география. География государств, торговли и войны» (1897). В своём труде «Политическая география» он объяснял географическими условиями особенности политического устройства, внутренней и внешней политики разных государств, международные отношения и конфликты. Крайнее выражение географический детерминизм Ратцеля получил в германской геополитике.

Важное значение для развития политико-географических исследований сыграли опубликованные в начале XX века работы французского географа и социолога А. Зигфрида — основоположника экологического подхода в электоральной географии. Его суть — объяснение политических предпочтений территориально-социальных групп избирателей многочисленными природными, историко-культурными, социально-экономическими факторами. Зигфрид подчёркивал несводимость всего комплекса причин, предопределяющих исход выборов в разных районах, в какой-либо одной группе факторов.

После Второй мировой войны особенно широкое распространение получила концепция американского географа Ричарда Хартсхорна, видевшего задачу политической географии в том, чтобы найти соотношение между «центробежными» и «центростремительными» силами, действующими в каждом государстве, выявить ту «ключевую идею», без которой, по его мнению, государству не удалось бы сохранить целостность своей территории и лояльность граждан. Такой «национальной идеей», как считал Хартсхорн, может быть идея возвращения ранее утраченных территорий (ирредентизм), национальные самоопределения, защиты уязвимого участка государственной границы и т. п.

После периода некоторого спада интереса к политической географии, со второй половины 1970-х годов исследования в этой области вновь резко расширились. Политическая география завоевала прочный авторитет, хорошо финансируется. Выпускаются специальные журналы, в том числе и несколько новых, вышедших в 1980-е годы, множество научных монографий, атласов, справочников. В современную (последние 30-40 лет) структуру политической географии входят: политическое страноведение, электоральная география (выборы), морская политическая география, лимология (государственные границы), политическая регионалистика (проблемы деления, местного самоуправления), географическая конфликтология, геополитика.

### Российские исследователи
В России термин «политическая география» впервые (1720-е гг.) предложили профессора Санкт-Петербургской академии наук Х.-Н.Винцгейм и Г. В. Крафт. Позже его применял В. Н. Татищев, пользовался им и М. В. Ломоносов. В 1758—72 годы был опубликован первый учебник по политической географии, составленный И. М. Гречем и С. Ф. Наковальниным. В географических трудах, изданных в последней четверти XVIII века и в течение XIX века, вопросы политической географии получили наибольшее отражение в сочинениях А. Н. Радищева, П. И. Челищева, К. И. Арсеньева, К. Ф. Германа и П. П. Семёнова-Тян-Шанского.
Для развития советской идеи в политической географии основополагающее значение наряду с произведениями К. Маркса и Ф. Энгельса имели труды В. И. Ленина «Развитие капитализма в России» (1899), «Новые данные о законах развития капитализма в земледелии» (1915), «Империализм, как высшая стадия капитализма» (1916), «Государство и революция» (1917) и др. В первом из названных трудов В. И. Ленин впервые научно обосновал деление России на экономические районы, во втором — деление США на промышленный Север, колонизуемый Запад и рабовладельческий Юг. В трудах Ленина экономический район показан как категория общественно-историческая, неразрывно связанная со способом производства материальных благ.

Большое значение для развития политической географии в СССР имели решения партийных съездов, конференций и пленумов ЦК КПСС, содержащие научный анализ мирового экономического и социально-политического развития.
Первая российская научная работа по политической географии для студентов вузов была написана географом Марком Голубчиком и издана в 1998 году. В этой книге «политическая география» впервые рассматривалась как термин и самостоятельная дисциплина.
Несколько основных исследователей в области советской и российской политической географии последних лет: Колосов В. А. (Институт географии РАН, Географический факультет МГУ), Лукьянов А. И., Туровский Р. Ф., Мироненко Н. С. (Географический факультет МГУ), Каледин Н. В., Аксёнов К. Э. (оба — СПбГУ), Бусыгина И. М., Окунев И. Ю. (оба — МГИМО) В их работах показано влияние политико-географического положения стран и районов на расселение населения, развитие и размещение производительных сил. Изучение политической карты мира в СССР велось с учётом разделения мира на группы стран: социалистические, развитые капиталистические, развивающиеся (с выделением среди последних стран социалистической ориентации).
Советские географы обычно рассматривали политическую географию как неотъемлемую составную часть экономической географии; некоторые российские учёные считают политическую географию самостоятельной географической дисциплиной, связанной с экономической географией.